# ساوتچرچ
ساوتچرچ (به انگلیسی: Southchurch) یک منطقهٔ مسکونی در بریتانیا است که در ساوتند-آن-سی واقع شده‌است. ساوتچرچ ۹٬۷۱۰ نفر جمعیت دارد.